# Поляниця-Здруй
Поляни́ця-Здруй (пол. Polanica-Zdrój, нім. Altheide-Bad, Bad Altheide) — курортне місто в південно-західній Польщі, у долині річки Бистриця-Душницька. Належить до Клодзького повіту Нижньосілезького воєводства.

## Демографія
Демографічна структура станом на 31 березня 2011 року:
|          | Загалом | Допрацездатний вік | Працездатний вік | Постпрацездатний вік |
| -------- | ------- | ------------------ | ---------------- | -------------------- |
| Чоловіки | 3093    | 492                | 2162             | 439                  |
| Жінки    | 3706    | 489                | 2106             | 1111                 |
| Разом    | 6799    | 981                | 4268             | 1550                 |

## Спорт
Починаючи з 1963 року у Поляниці-Здруй щорічно проходять шахові змагання пам'яті Акіби Рубіштейна. Протягом багатьох років цей турнір був найсильнішим у Польщі.